# Sześcio-ośmiościan rombowy mały

Sześcio-ośmiościan rombowy mały

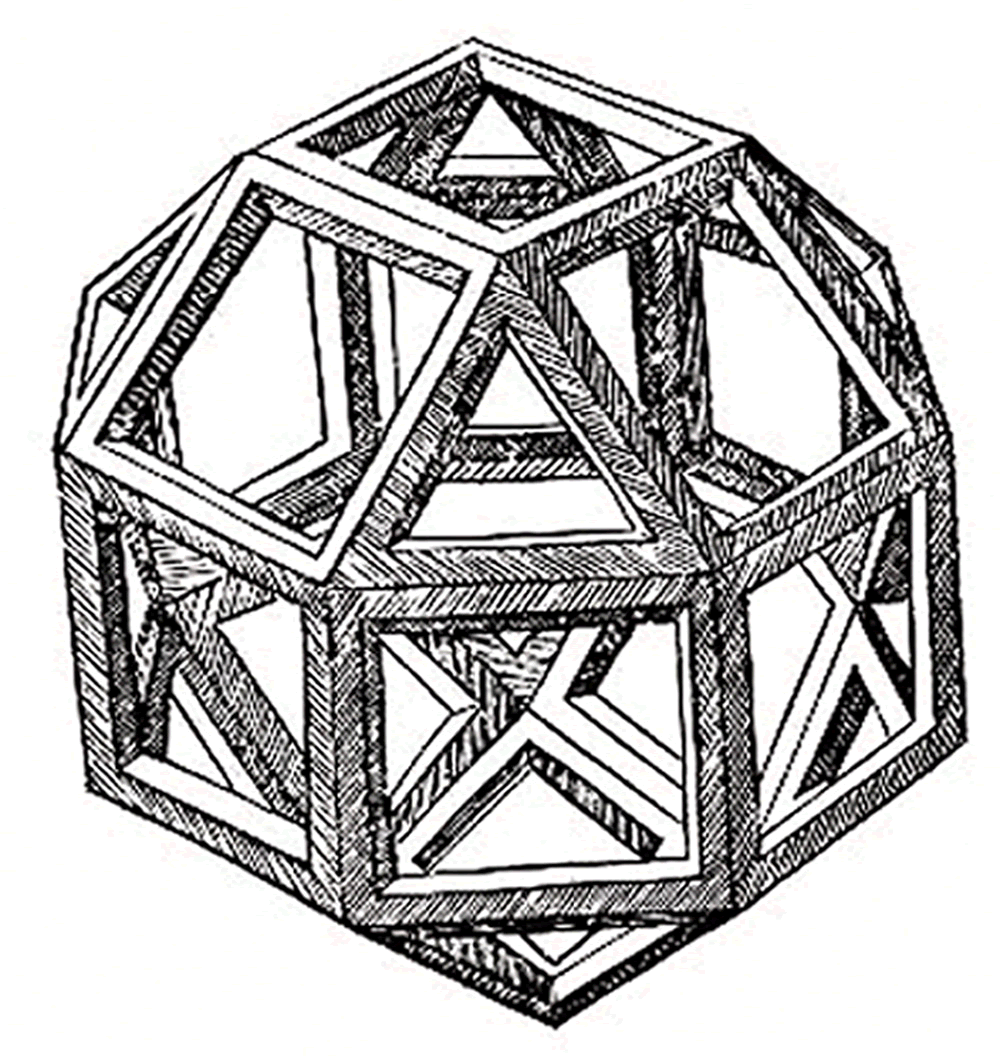
Rysunek Leonarda da Vinci

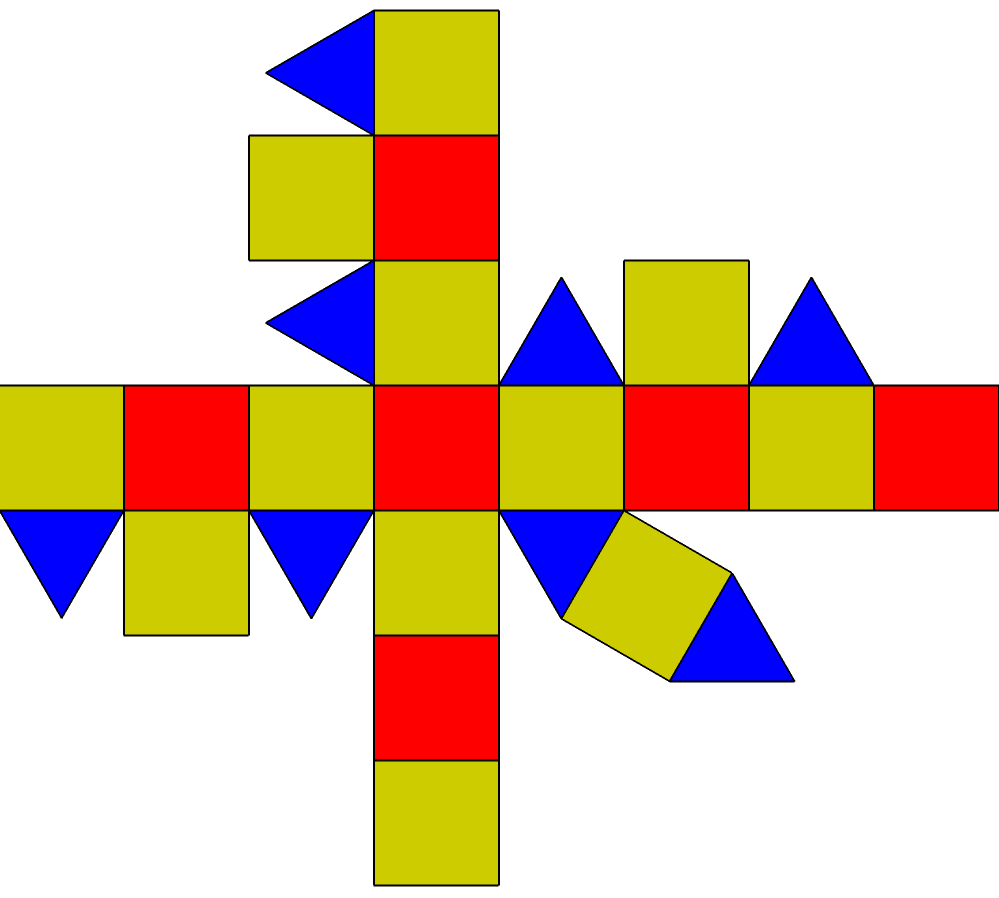
Przykładowa siatka sześcio-ośmiościanu rombowego małego

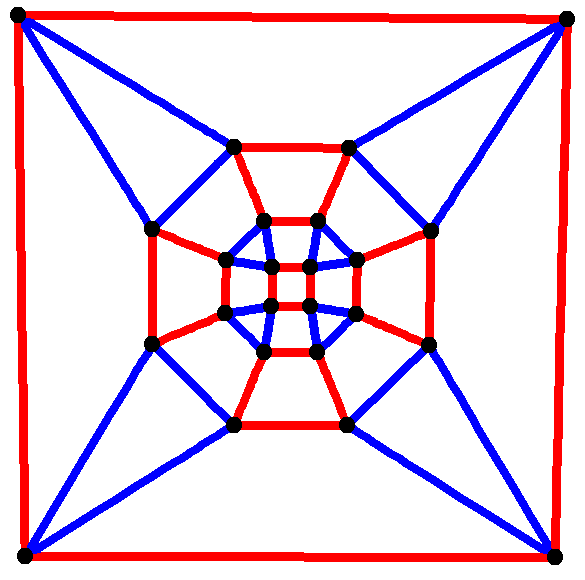
Graf utworzony z wierzchołków i krawędzi bryły (zobacz hasło Diagram Schlegela)

Sześcio-ośmiościan rombowy mały (rombikuboktaedr) – wielościan półforemny składający się z
24 wierzchołków, 48 krawędzi, 26 ścian (8 trójkątów równobocznych i 18 kwadratów); ma trzy przecinające się „pasy” złożone z kwadratów.
Autorem pierwszego znanego rysunku tego wielościanu był Leonardo da Vinci. Szkic powstał w 1498 r. i ukazał się w książce De divina proportione autorstwa Luki Paciolego.
Istnieje też pseudo sześcio-ośmiościan rombowy mały, który powstaje przez obrót górnej części o 45 stopni, przez co nie spełnia on jednak trzeciego warunku dla wielościanów półforemnych tj. izometrii przekształcającej każdy wierzchołek na każdy inny. Nie ma on trzech przecinających się pasów złożonych z kwadratów tylko jeden.